# Torymus capillaceus
Torymus capillaceus är en stekelart som först beskrevs av Huber 1927.  Torymus capillaceus ingår i släktet Torymus och familjen gallglanssteklar. Inga underarter finns listade i Catalogue of Life.